# جزیره کانتون
جزیره کانتون (انگلیسی: Kanton Island) یک جزیره در کیریباتی است که در اقیانوس آرام واقع شده‌است.